# Vrásky z lásky
Vrásky z lásky je český film režiséra Jiřího Stracha, který měl premiéru 12. dubna 2012. Vznikl podle scénáře Marka Epsteina v koprodukci společnosti BUC-film a České televize. Po čtyřiceti letech se v něm setkávají v jednom filmu bývalí manželé Radoslav Brzobohatý a Jiřina Bohdalová. Také další obsazení herci patří mezi hvězdy, například Jiřina Jirásková, Viktor Preiss, Ivan Trojan, Taťjána Medvecká nebo Aňa Geislerová. Jedná se o laskavý, dojemný i humorný příběh dvou starších lidí, bývalého učitele Oty a jeho dřívější partnerky, bývalé herečky Jany.
Herecký výkon Jiřiny Jiráskové byl nominován na cenu české filmové kritiky.
Herecké výkony Jiřiny Bohdalové a Jiřiny Jiráskové byly 2. února 2013 nominovány na Českého lva.
V dubnu 2013 získala Jiřina Bohdalová cenu za nejlepší ženský herecký výkon na festivalu Tiburon IFF v San Franciscu, v červenci 2013 získala cenu Zlatá Arena na festivalu v chorvatské Pule.

## Obsazení
| Jiřina Bohdalová       | Jana                   |
| Radoslav Brzobohatý    | Ota                    |
| Ivan Trojan            | Jan                    |
| Lenka Vlasáková        | Marta                  |
| Taťjána Medvecká       | vrchní sestra Málková  |
| Anna Geislerová        | sestřička Táňa         |
| Jiřina Jirásková       | Jižná                  |
| Viktor Preiss          | doktor                 |
| Marek Taclík           | řidič kamionu          |
| Radim Špaček           | režisér Wikl           |
| Tatiana Vilhelmová     | asistentka             |
| Josef Somr             | vrátný                 |
| Martin Zahálka         | řidič autobusu         |
| Zdeněk Dušek           | recepční               |
| Miriam Kantorková      | Krpálková              |
| Jan Skopeček           | Bláha                  |
| Filip Cíl              | kluk s vodkou          |
| Martin Stropnický      | ředitel divadla        |
| Otmar Brancuzský       | zaměstnanec vrakoviště |
| Lenka Krobotová        | snacha Furtáková       |
| Jaroslava Obermaierová | Drábková               |
| Petr Rychlý            | doktor v televizi      |
| Robert Jašków          | policista              |
| Oldřich Navrátil       | policista              |
| Radek Holub            | průvodčí               |
| Vojtěch Moravec        | pomocný režisér        |

## Recenze
- Vrásky z lásky na KritikyCZ -
- Vrásky z lásky na ALENA PROKOPOVÁ blog
- Vrásky z lásky na KritikyCZ -